# Lele
Lele (Lelei) falu Romániában. Szatmár megye egyik települése.
Hadad községhez tartozó falu, Alsószopor és Szilágycseh között fekszik.
Főként református vallásúak lakják.
A településen magyar nyelvű általános iskola 1-8 osztállyal és 2 csoportos óvoda található.

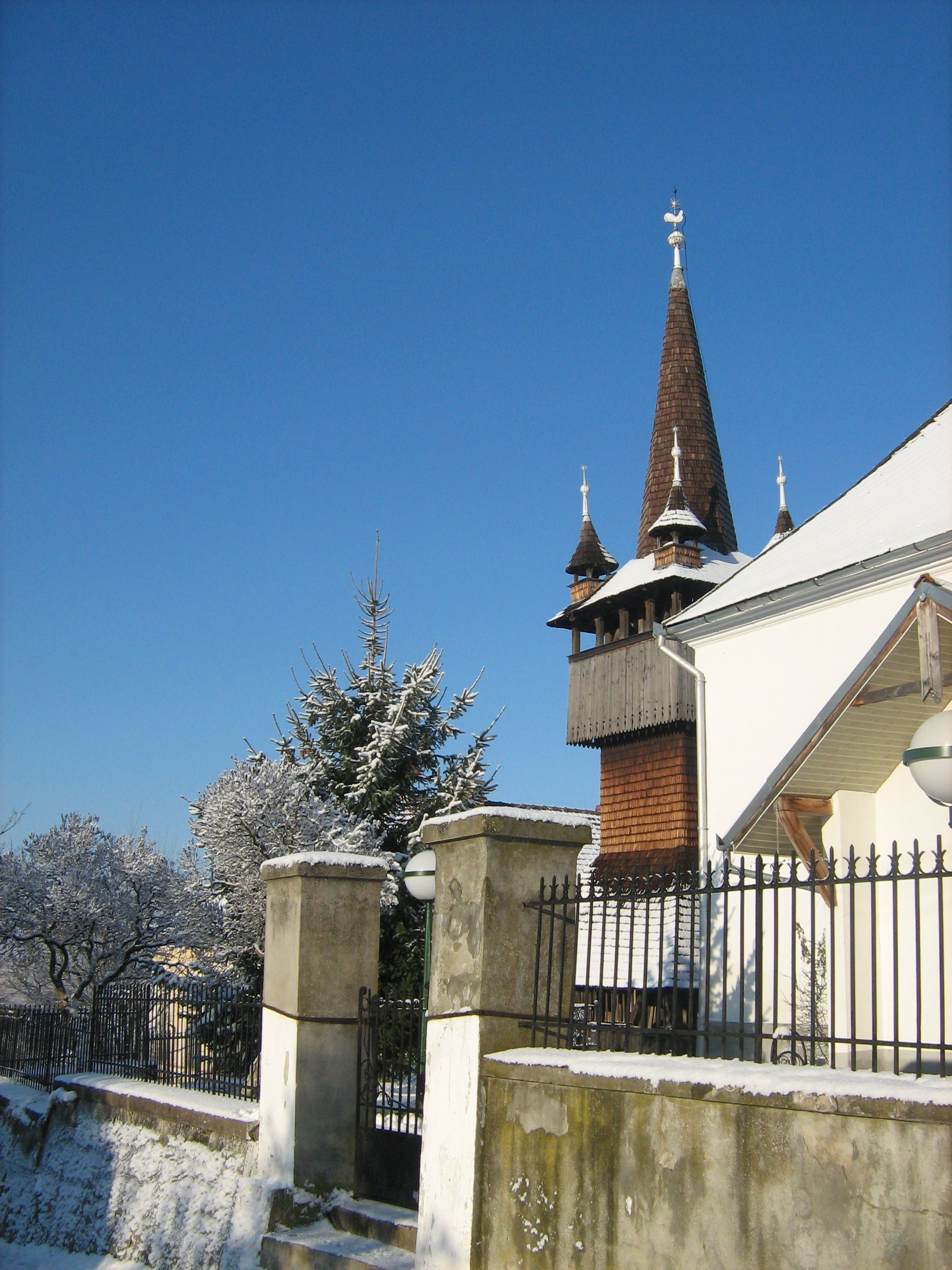
Az 1783-ban elkezdett református templom, még ma is a falu ékessége.

## Fekvése
Szatmárnémetitől 80 km-re délkeletre fekszik.

## Története
Első említése 1330-ból származik, nevét ekkor Lelej-nek írták. Lelej a Kaplon nemzetség ősi birtoka volt.
1345-ben Lelét a Károlyi Ördög Simon és Bagosi Simon ősi birtokaként írták.
1383-ban Hadadnádasd, Bogdánd és Korond határjárásánál említették Lelét is.
1475-ös adólajstromban két Lele nevű települést is említettel: Az egyik Szilágyszeg és Nyirmon közt Tolvaj (Tholwal) Benedeké, a másik Menyő és Cseh közt  Dénes (Dionysy) birtoka volt.
1543-ban Kaplyn Tamás özvegye, Kaplyn Imre, Fábián Péter, Halmosi Gergely és Kőrösi (Keressy) Ferenc között oszlott meg.
1639 előtt Lele Spáczai János birtoka volt, azonban tőle azt I. Rákóczi György hűtlenség miatt elvette.
1639-ben Medgyesen kelt levelében I. Rákóczi György a Spáczai Jánostól hűtlenség miatt elvett birtokot Serédi Istvánnak, főlovászmesterének, s Kraszna vármegyei főispánnak adományozta, de ez adományozásnak Harangi László ellentmondott, mivel Lelét hajdan Spáczai Mihály Tamássfalvi Miklóssal közösen bírta.
1716-ban Szécsi György és neje Guthi Judit birtoka volt.
1718-ban Ilosvai Dobai György és neje Szécsi Judit gyermekei a szüleiktől kapott Lele birtokon megosztoztak.
1847-ben végzett összeíráskor 1090 lakosa volt, melyből 10 római katolikus, 135 görögkatolikus, 945 református volt.
1890-ben 877 lakosa volt, ebből 732 magyar, 2 német, 143 oláh, melyből 4 római katolikus, 147 görögkatolikus, 2 evangélikus, 684 református, 40 izraelita volt. A házak száma ekkor 190 volt.
1919-ig Magyarországhoz tartozott, Szilágy vármegye részeként. 1910-ben 1091 magyar és román lakosa volt.
1992-ben 728 magyar és román nemzetiségű lakos lakta.
A 2011-es népszámlálás szerint 634 lakosa volt, ebből 611 magyar anyanyelvű.

## Híres szülöttei
- Erdőközi Zoltán helyi történelem tanár kutatásai szerint nagy valószínűséggel a legendás Toldi Miklós Lelében született.[forrás?]
- Kun Béla (1886) politikus
- Szabó Zsigmond (1924) biológus, egyetemi oktató

## Nevezetességek
- Református temploma – 1783 és 1788 között épült. Anyakönyvük 1778-ban kezdődött.
- Görögkatolikus temploma
- Izraelita temető